# Hamburger Flugzeugbau
Pour les articles homonymes, voir HFB.
Hamburger Flugzeugbau est une ancienne société de construction aéronautique allemande située à Hambourg, créée en 1933.

## De 1933 à 1945
La société Hamburger Flugzeugbau (constructions aéronautiques de Hambourg, en allemand), est formée en 1933, en tant que division aéronautique du puissant groupe de construction navale Blohm & Voss. Pour prendre la tête du bureau d'étude, l'entreprise recrute un concepteur d'avion reconnu Richard Vogt (en), qui avait commencé sa carrière chez Dornier puis avait travaillé pendant plusieurs années pour Kawasaki au Japon, où il avait par exemple dessiné le Kawasaki Type 88.
Le site de construction aéronautique est situé sur l'île de Finkenwerder (en) entre deux bras de l'Elbe, légèrement en aval du chantier naval. Finkenwerder n'est plus une île de nos jours, le bras sud ayant été comblé après les inondations catastrophiques des années 1962 et 1976. L'accès maritime permettait la mise à l'eau des hydravions.
Vogt est l'inventeur d'une construction de voilure très particulière : un grand tube en acier sert à la fois de longeron, assurant la rigidité de l'aile, et de réservoir de carburant. La plupart des avions conçus chez Hamburger Flugzeugbau sous sa direction sont construits de cette façon.
Durant les premières années, l'activité de l'entreprise est partagée entre les hydravions et les avions terrestres.
En matière d'hydravions, elle développe, par date de premier vol : 
- Le Blohm & Voss Ha 139, hydravion à flotteurs quadrimoteur développé à la suite d'une demande de la Lufthansa pour un avion postal transatlantique.
- Le Blohm & Voss Ha 140, hydravion à flotteur bimoteur, bombardier-torpilleur (1939).
- Le Blohm & Voss BV 138, hydravion à coque trimoteur de patrouille maritime (1939)
- Le Blohm & Voss BV 222, hydravion à coque hexamoteur de transport lourd (1940).
- Le Blohm & Voss BV 238, hydravion à coque hexamoteur de transport lourd (1944). Modèle unique, c'est un des plus gros hydravions de l'Histoire[2].

Les hydravions des modèles 139, 138 et 222 utilisent tous des moteurs diesel Junkers Jumo 205.
Concernant les avions basés à terre, peu des modèles développés par l'entreprise ont été produits en série. De nombreux prototypes de conception exotique sont apparus pendant la guerre.
- Hamburger Flugzeugbau Ha 137, bombardier en piqué, rejeté par la luftwaffe au profit du Junkers Ju 87.
- Blohm & Voss BV 141, avion de reconnaissance monomoteur asymétrique.
- Blohm & Voss BV 40, planeur de chasse.

Outre les avions, la société produit aussi des munitions aériennes. Ainsi, elle a développé la bombe planante Blohm & Voss BV 246 (en). Cette arme est conçue pour être larguée d'un avion, et planer sur environ 200 km. Elle n'est pas produite en série, le V1, développé en réponse au même appel d'offres, étant choisi

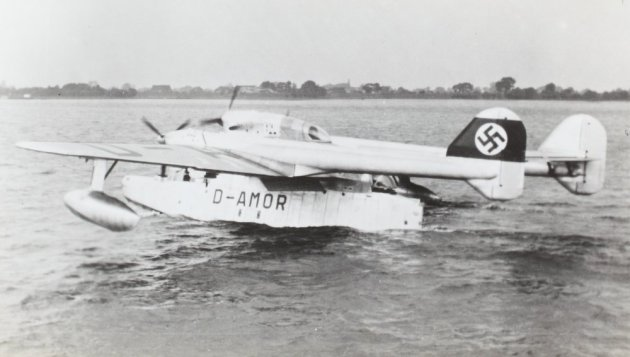
Ha 138
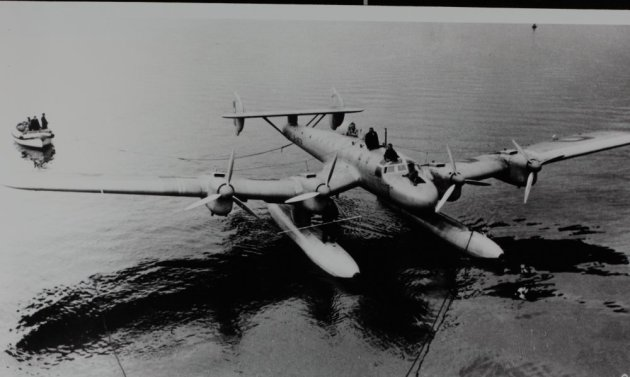
Ha 139
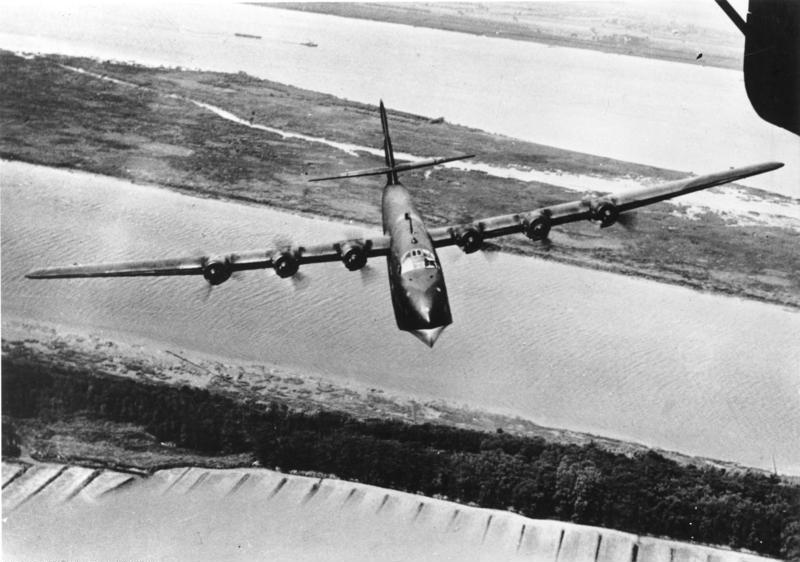
BV 222 "Viking"

## Période 1945-1969
La société est refondée après la Seconde Guerre mondiale sous son ancien nom. 
Elle assemble des  Nord 2501 Noratlas sous licence pour le compte des militaires allemands. Cette coopération avec Nord-Aviation se prolonge avec le programme C-160 Transall, dont Hbf est partenaire. La chaine d'assemblage final des Transall destinés à l'Allemagne se situe sur son site de Hambourg.
Le seul avion d'après-guerre entièrement conçu par Hamburger Flugzeugbau et produit en série est le jet d'affaires HFB 320 Hansajet, reconnaissable à son aile en flèche inversée. Il ne connait pas un grand succès commercial dans un marché très disputé, seuls 47 exemples sont produits de 1964 à 1973. Hfb intervient aussi comme partenaire sur le programme Fokker F.28.

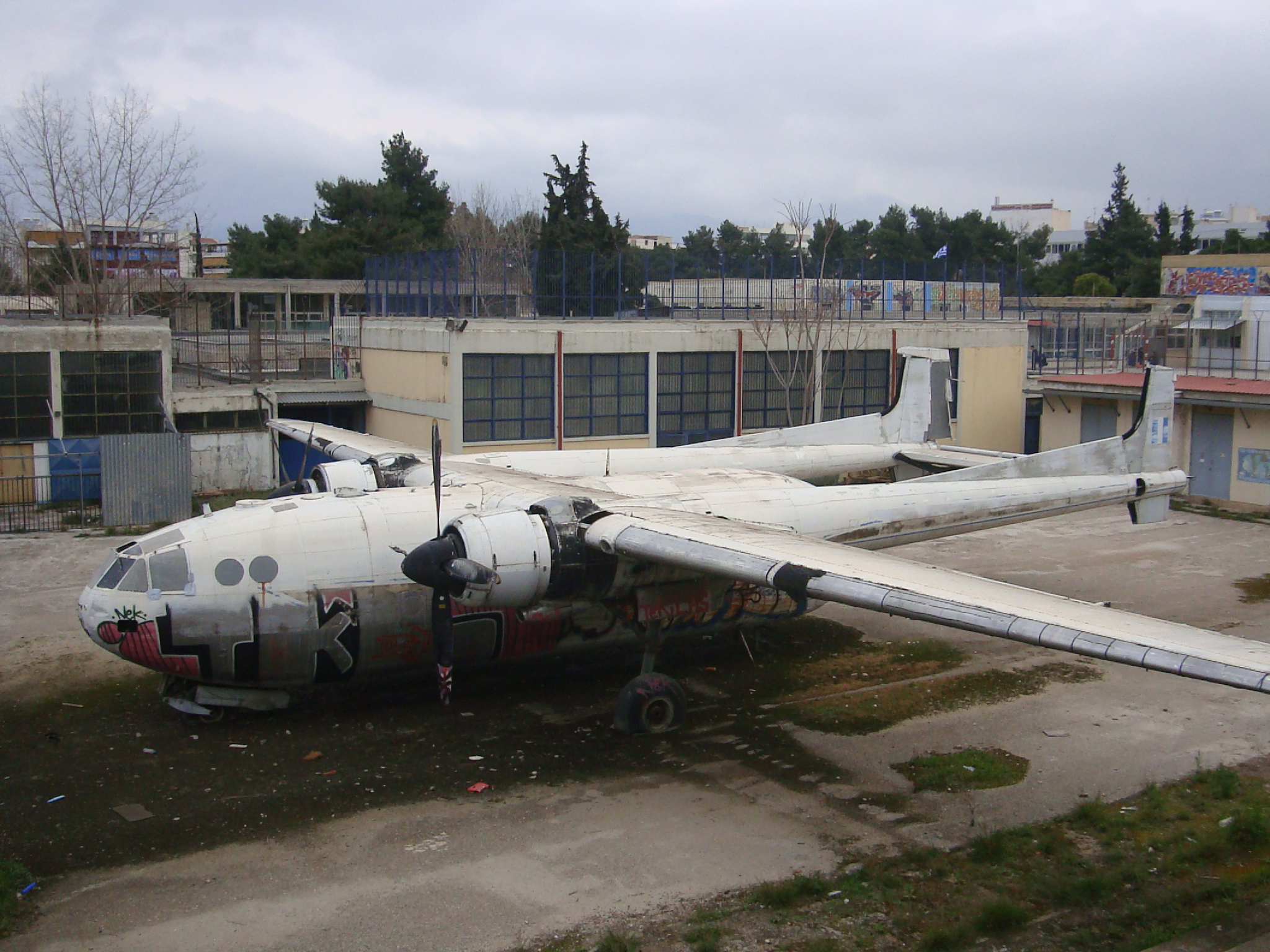
Un noratlas aux couleurs allemandes
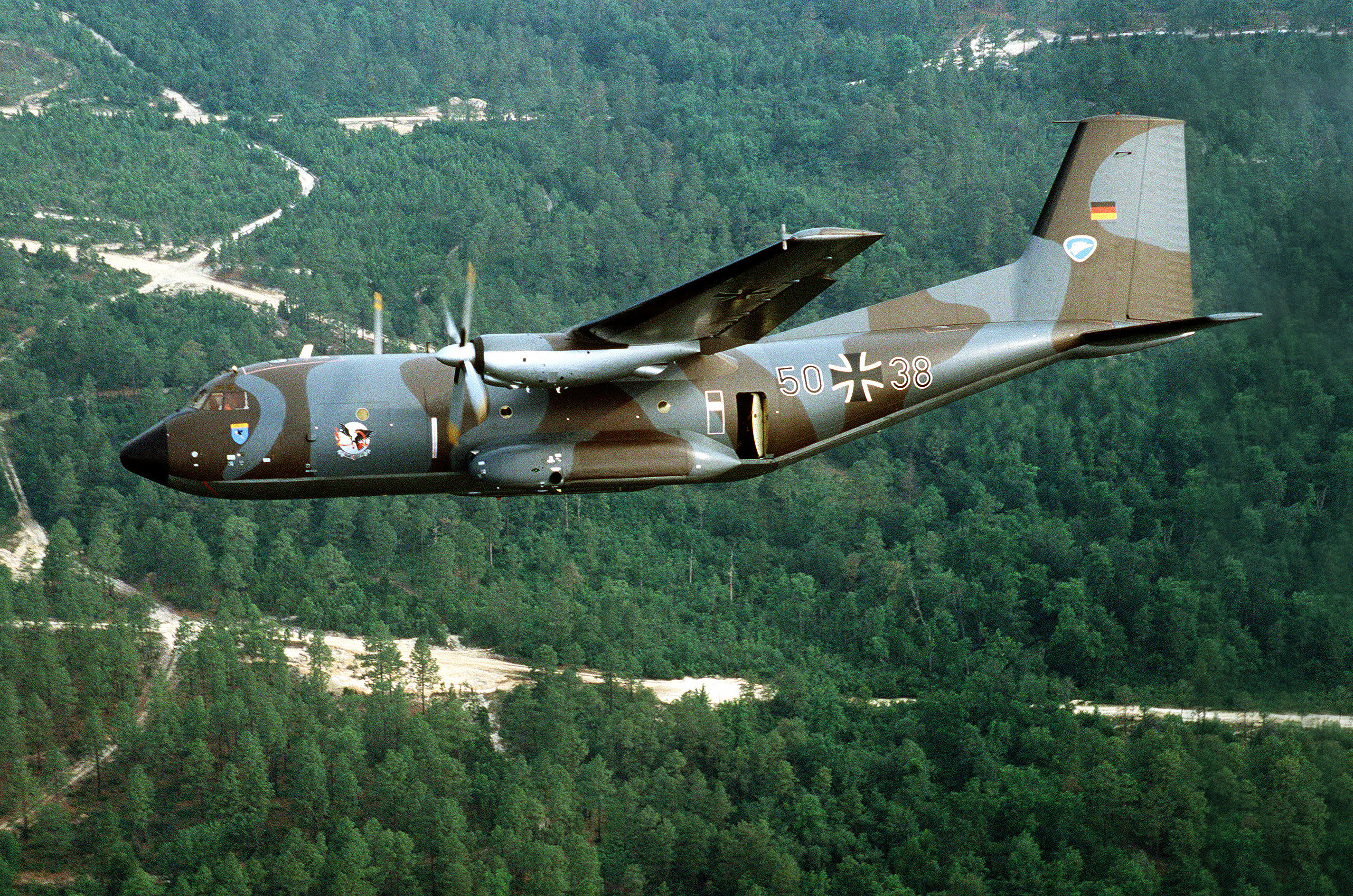
c-160 Transall.
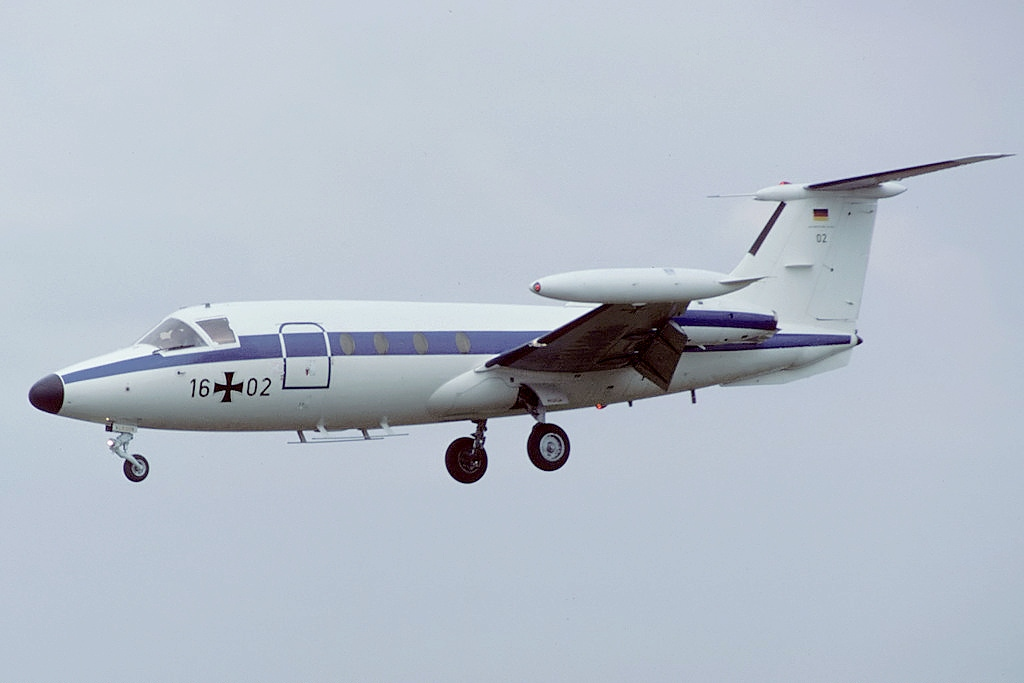
Hfb-320 Hansa Jet

## Devenir après 1969
En 1969, HBf fusionne avec les entreprises Messerschmitt et Bölkow (elles-mêmes réunies l'année précédente), formant une nouvelle entité nommée  MBB. Vingt ans plus tard, MBB est à son tour absorbé par DASA.
Au 21e siècle, le site de Hambourg-Finkenwerder, hérité de Hamburger Flugzeugbau, est, avec 12000 salariés en 2019, le troisième plus grand site du groupe Airbus, après ceux de Toulouse et Séville. On y trouve, principalement, quatre chaînes d'assemblage final pour les Airbus A320 et leur dérivés, la moitié des avions de cette famille sont assemblés à Hambourg. Outre l'assemblage final, le site est aussi responsable de la production des sections de fuselage de cet avion. Airbus Hambourg possède son propre aéroport, l'Aéroport de Hambourg-Finkenwerder.